# ابراهیم حاجتیچ
ابراهیم حاجتیچ (انگلیسی: Ibrahim Hajtić؛ زادهٔ ۴ آوریل ۱۹۹۸) بازیکن فوتبال اهل آلمان است.
از باشگاه‌هایی که در آن بازی کرده‌است می‌توان به باشگاه فوتبال وورتسبورگ کیکرز و باشگاه فوتبال هایدنهایم اشاره کرد.

## یادکرد ویکی‌پدیا
- مشارکت‌کنندگان ویکی‌پدیا. «Ibrahim Hajtić». در دانشنامهٔ ویکی‌پدیای انگلیسی، بازبینی‌شده در ۱۳ آوریل ۲۰۲۲.